# Garmanella pulchra
Garmanella pulchra är en fiskart som beskrevs av Hubbs, 1936. Garmanella pulchra ingår i släktet Garmanella och familjen Cyprinodontidae. Inga underarter finns listade i Catalogue of Life.